# Asier Usarraga
Asier Usarraga Latierro (San Sebastián , 31 de diciembre de 1994) es un jugador español de rugby que se desempeña como tercera línea y que juega para el CA Brive de Pro D2. Además de competir con su club en Francia, es internacional absoluto con la Selección Española.